# 오자와 렌
오자와 렌(1991년 8월 12일 ~ )는 일본의 배우이다. 가면라이더 가이무에서 랫트 역으르 출연했다.

## 사건사고
오자와 렌은 여자친구 A씨가 16세였을 당시 처음 만나 연인으로 발전, A씨를 노예라고 브루며 성폭행과 폭력을 일삼았다. 게다가 A씨가 임신 사실을 알리자 오자와 렌은 ""내 아이가 맞냐""며 복부를 수차례 가격하면서 낙태를 강요했다. 이에 결국 A씨는 지난해 9월 아이를 유산했다. 데이트 폭력을 못견디던 A씨는 오자와 렌에게 이별을 고했으나 그때마 오자와 렌은 이별을 거부, 다정하게 대했다가 다시 폭행을 반복한 것으로 알려졌다. 오랬동안 폭력을 휘두르고 낙태를 강요하는 오자와에 의해 정신적인 학대를 받던 A씨는 11월 28일 오자와와 동거하고 있던 아파트에서 자살을 결심, 유서를 쓰고 목을 매기 직전 친구에게 구조를 받았다. 이후 이 사건으로 소속사와 계약해지되었다. 그러나 2022년 10월 8일 연예 활동을 재개하는 것을 발표했다.